# Huehuetepec
Huehuetepec är en ort i Mexiko.   Den ligger i kommunen Atlamajalcingo del Monte och delstaten Guerrero, i den sydöstra delen av landet, 250 km söder om huvudstaden Mexico City. Huehuetepec ligger 2 329 meter över havet och antalet invånare är 539.
Terrängen runt Huehuetepec är kuperad norrut, men söderut är den bergig. Runt Huehuetepec är det ganska tätbefolkat, med 65 invånare per kvadratkilometer. Närmaste större samhälle är Malinaltepec, 8,8 km väster om Huehuetepec. I omgivningarna runt Huehuetepec växer huvudsakligen savannskog.